# バスケットボール女子セネガル代表
バスケットボール女子セネガル代表（Senegal women's national basketball team）は、セネガルバスケットボール連盟により国際大会に派遣される女子バスケットボールのナショナルチームである。

## 歴史
アフリカ選手権初優勝は1974年で以来アフリカの強豪である。世界選手権（現ワールドカップ）初出場は1975年。
オリンピック初出場は2000年のシドニー大会で、12チーム中12位だった。2016年リオデジャネイロオリンピックで2回目の出場。

## 主な国際大会成績
- オリンピック
  - 2000年 － 12位
  - 2016年 - 12位
- ワールドカップの成績
  - 1975年 － 13位
  - 1979年 － 12位
  - 1990年 － 14位
  - 1998年 － 14位
  - 2002年 － 15位
  - 2006年 － 15位
  - 2010年 - 16位
  - 2018年 - 12位
- アフロバスケットの成績
  - 最高成績 - 優勝